# Món menut
En anàlisi de xarxes socials, matemàtiques i física, una xarxa de món menut (o xarxa de món petit) és un tipus de xarxa en la qual molts nodes són veïns d'algun altre, però la major part dels nodes poden ser enllaçats des de qualsevol altre mitjançant només alguns pocs passos intermedis entre ells. En la xarxa de món menut, on els nodes representen persones i els enllaços persones que coneixen altres persones, sabem que qualsevol persona està connectada mitjançant qualsevol altra del món mitjançant uns pocs llaços intermedis. En llenguatge popular es pot considerar que fa referència als "amics dels amics".
Bàsicament, el model consisteix en una xarxa matricial on cada node està connectat amb els seus veïns directes fins a una distància donada, establint a més enllaços aleatoris amb nodes situats a qualsevol distància de la xarxa. Es demostra que en estes xarxes, si el nombre de nodes n tendeix a infinit, la distància mitjana entre dos d'ells creix segons un polinomi en log(n), això és, la distància mitjana entre dos nodes, mesurada a través del nombre d'enllaços que els separa, creix moltíssim més a poc a poc que el nombre d'enllaços a la xarxa.
La idea té el seu origen en els experiments de món menut realitzats per Stanley Milgram els anys seixanta, que van conduir a la popularització dels "sis graus de separació" que, en teoria, separen dos ciutadans qualsevol dels Estats Units, a través d'una cadena de coneguts. L'any 1998, Duncan J. Watts i Steve Strogatz van publicar un conegut article a la revista Nature, on proposaven un model teòric que explicarà l'existència del món menut.